# Myrcia valenzuelana
Myrcia valenzuelana är en myrtenväxtart som först beskrevs av Achille Richard, och fick sitt nu gällande namn av August Heinrich Rudolf Grisebach. Myrcia valenzuelana ingår i släktet Myrcia och familjen myrtenväxter. Inga underarter finns listade i Catalogue of Life.